# (4741) Leskov
(4741) Leskov es un asteroide que forma parte del cinturón exterior de asteroides y fue descubierto por Liudmila Gueorguievna Karachkina desde el Observatorio Astrofísico de Crimea, en Naúchni, el 10 de noviembre de 1985.

## Designación y nombre
Leskov fue designado inicialmente como 1985 VP3.
Más tarde, en 1993, se nombró en honor del escritor y periodista ruso Nikolái Leskov (1831-1895).

## Características orbitales
Leskov está situado a una distancia media del Sol de 3,219 ua, pudiendo acercarse hasta 2,648 ua y alejarse hasta 3,79 ua. Su excentricidad es 0,1773 y la inclinación orbital 1,572 grados. Emplea 2110 días en completar una órbita alrededor del Sol.

## Características físicas
La magnitud absoluta de Leskov es 12,3 y el periodo de rotación de 30 horas.